# Marijan Lipovšek
Marijan Lipovsek (født 26. januar 1910 i Ljubljana, Slovenien, død 25. december 1995) var en slovensk komponist, pianist og lærer.
Lipovšek studerede komposition på Musikkonservatoriet i Ljubljana og derefter i Prag hos bl.a. Josef Suk og Alois Haba. Forsatte sine studier i Rom hos Alfredo Casella og senere i Salzburg med Joseph Marx.
Han har skrevet en symfoni, orkesterværker, kammermusik, instrumentalværker, korværker, vokalværker etc.
Lipovšek underviste i komposition på Musikkonservatoriet i Ljubljana.

## Udvalgt værk
- Symfoni (1939-1949, rev. 1970) - for orkester